# Therese von Sachsen-Altenburg (1836–1914)

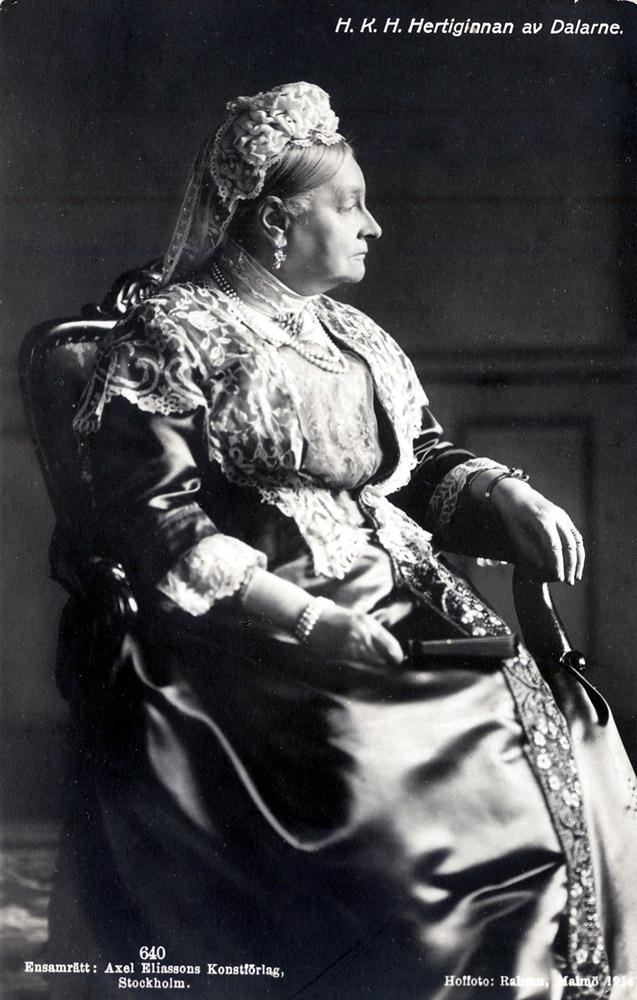
Therese von Sachsen-Altenburg, Herzogin von Dalekarlien

Therese (schwedisch: Teresia) Amalie Karoline Josephine Antoinette von Sachsen-Altenburg (* 21. Dezember 1836 in Ansbach; † 9. November 1914 in Stockholm) war eine Prinzessin von Sachsen-Altenburg und durch Heirat Herzogin von Dalekarlien.

## Leben
Therese war die älteste Tochter des Prinzen Eduard von Sachsen-Altenburg (1804–1852) aus dessen erster Ehe mit Amalie (1815–1841), Tochter des Fürsten Karl von Hohenzollern-Sigmaringen. Damit gehörte sie dem Haus Sachsen-Altenburg an. Nach dem Tod ihres Vaters lebte Therese zunächst am Hof ihrer Cousine Königin Marie in Hannover und dann bei ihrem Onkel Fürst Karl Anton von Hohenzollern-Sigmaringen.
Sie heiratete am 16. April 1864 in Altenburg Prinz August von Schweden, Sohn von Oskar I. und Herzog von Dalarna (1831–1873). Zu diesem Zeitpunkt war Therese bereits 28 Jahre alt und Waise. Die Ehe galt als glücklich und blieb kinderlos. Sowohl August als auch Therese galten als wenig intelligent. August pflegte seine Gemahlin als seine „kleine Hoppetosse“ zu bezeichnen. Die Ehe endete nach neun Jahren 1873 mit dem Tod Augusts. 
In ihrer langen Witwenzeit litt Therese häufig an „Nervenzusammenbrüchen“, bei denen sie vermehrt brachial aggressiv gegenüber ihren Angestellten wurde. Immer mehr zu einer Belastung für den schwedischen Hof geworden, wurde sie 1875 für geisteskrank erklärt und unter dem Pseudonym einer Gräfin von Dahlskiöld in die Schweiz geschickt. Sie lebte dort viele Jahre in Neuchâtel, wo sie sich eine Villa kaufte. 1890 kehrte sie nach Schweden zurück und lebte bis zu ihrem Tod im Schloss Haga. Hier komponierte sie Musik und war karitativ tätig. Ein besonders enges Verhältnis hatte sie zu dem an Epilepsie erkrankten Prinzen Erik Gustaf.
Therese ist in der Stockholmer Riddarholmskirche bestattet.